# Palais de Darulaman
Le palais de Darulaman (« demeure de la paix » ou, avec un jeu de mots, « demeure d'Aman[ullah] ») est un palais de style européen, situé à une dizaine de kilomètres du centre de Kaboul, en Afghanistan. En ruine après de nombreuses années de guerre, il a été restauré à partir de 2018.

## Histoire
Le palais de Darulaman a été construit au début des années 1920, sous le règne du souverain modernisateur Amanullah Khan, par les architectes allemand Josef Brix (de) (1859-1943)[réf. nécessaire] et français André Godard, qui accompagnait Alfred Foucher dans ses reconnaissances archéologiques. Le palais devait faire partie de la nouvelle ville occidentalisée que le souverain avait l'intention de faire construire à côté du vieux centre de Kaboul pour offrir un nouveau modèle urbanistique et culturel.
Le palais est bâti dans un style néo-classique, sur une colline dominant la vallée qui s'étend à l'ouest de la capitale. Il devait accueillir le parlement, mais le renversement d'Amanullah n'a pas permis cette évolution.
Le palais de Darulaman a été une première fois endommagé par un incendie le 14 décembre 1968, mais restauré pour accueillir le ministère de la Défense.
Pendant le coup d'État communiste de 1978, il a été incendié à nouveau. À la suite de l'invasion soviétique en Afghanistan, de 1979 à 1989, le palais a été presque entièrement détruit. La guerre civile afghane des années 1990 n'a pas permis sa reconstruction. Il est resté depuis dans un état de délabrement avancé, accentué par la rigueur du climat local.

## Reconstruction
Un plan de restauration du palais Darulaman, prévoyant d'en faire le siège du Parlement afghan, a été dévoilé en 2005. Le financement doit venir en grande partie de bailleurs étrangers et de riches Afghans. L'Allemagne est le pays occidental le plus impliqué dans ce financement en raison de ses liens étroits avec l'Afghanistan dans les années 1920 et de la volonté actuelle de mettre en valeur ce passé commun. 
Les travaux de reconstruction entamés en 2018 ont été colossaux. La rénovation, dont le budget atteint 9,4 millions d'euros, a donné du travail à 500 ouvriers. Le président Ashraf Ghani a inauguré le palais le 19 août 2019, date du centenaire de l’indépendance de l’Afghanistan vis-à-vis de l’influence britannique.
En avril 2020, le palais a été transformé en centre d'isolement et de traitement pour les malades du Covid-19 en Afghanistan,.

## Architecture
Le palais est un bâtiment de briques en U, de style néo-classique. Il a deux étages et 150 pièces, notamment un grand hall semi-circulaire. Il culmine à 33 m au-dessus du niveau du sol. Il possède quatre dômes. Les galeries du deuxième étage de la façade sud sont décorées par des colonnes corinthiennes. Les trois niveaux sont reliés par des escaliers en marbre en spirale,,.

## Galerie

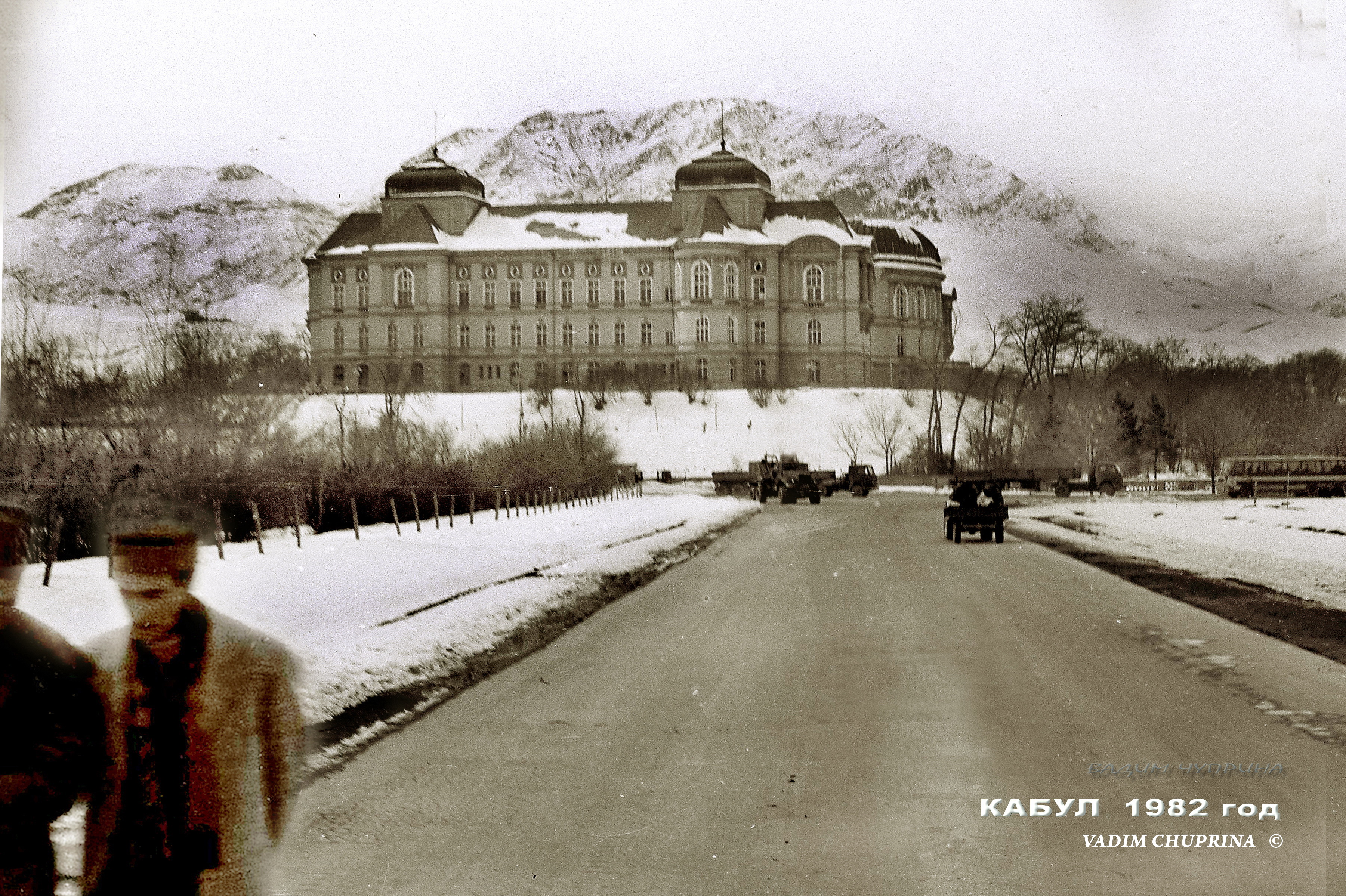
Le palais en 1982.
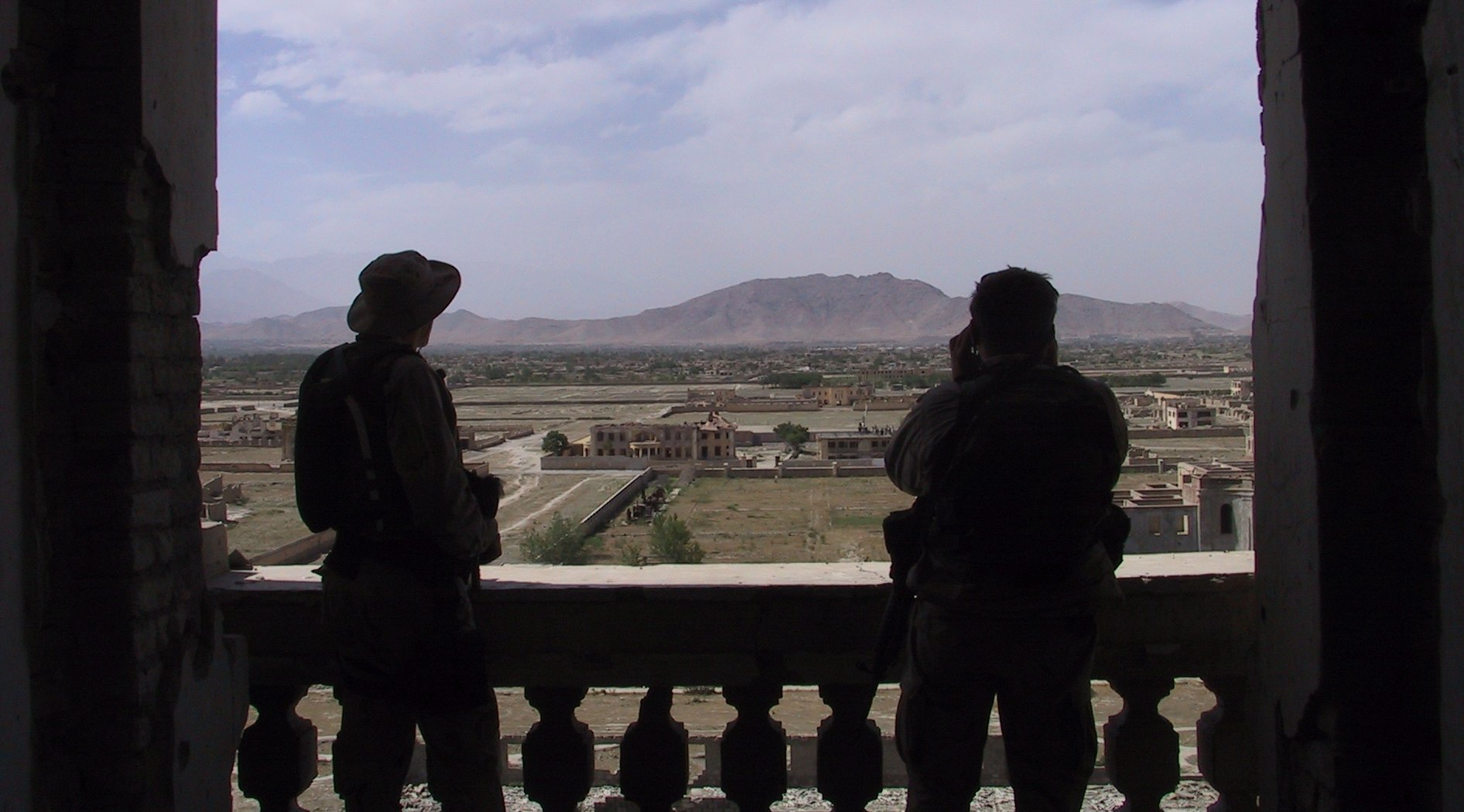
Vue sur Kaboul depuis le palais (vers 2002).
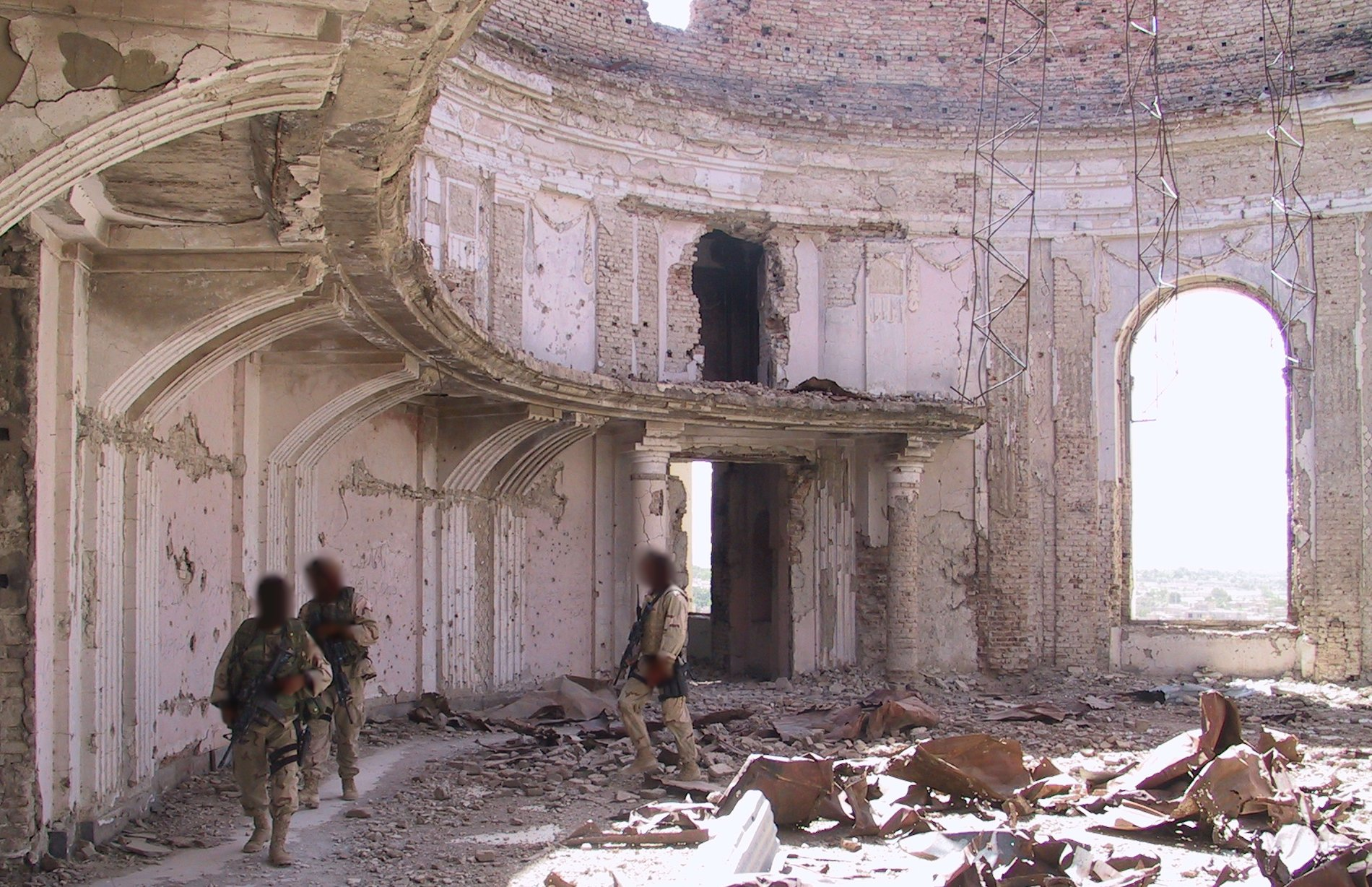
Soldats américains patrouillant dans le palais en 2002.
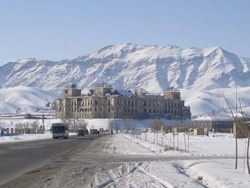
Le palais Darulaman sous la neige (avant 2007).
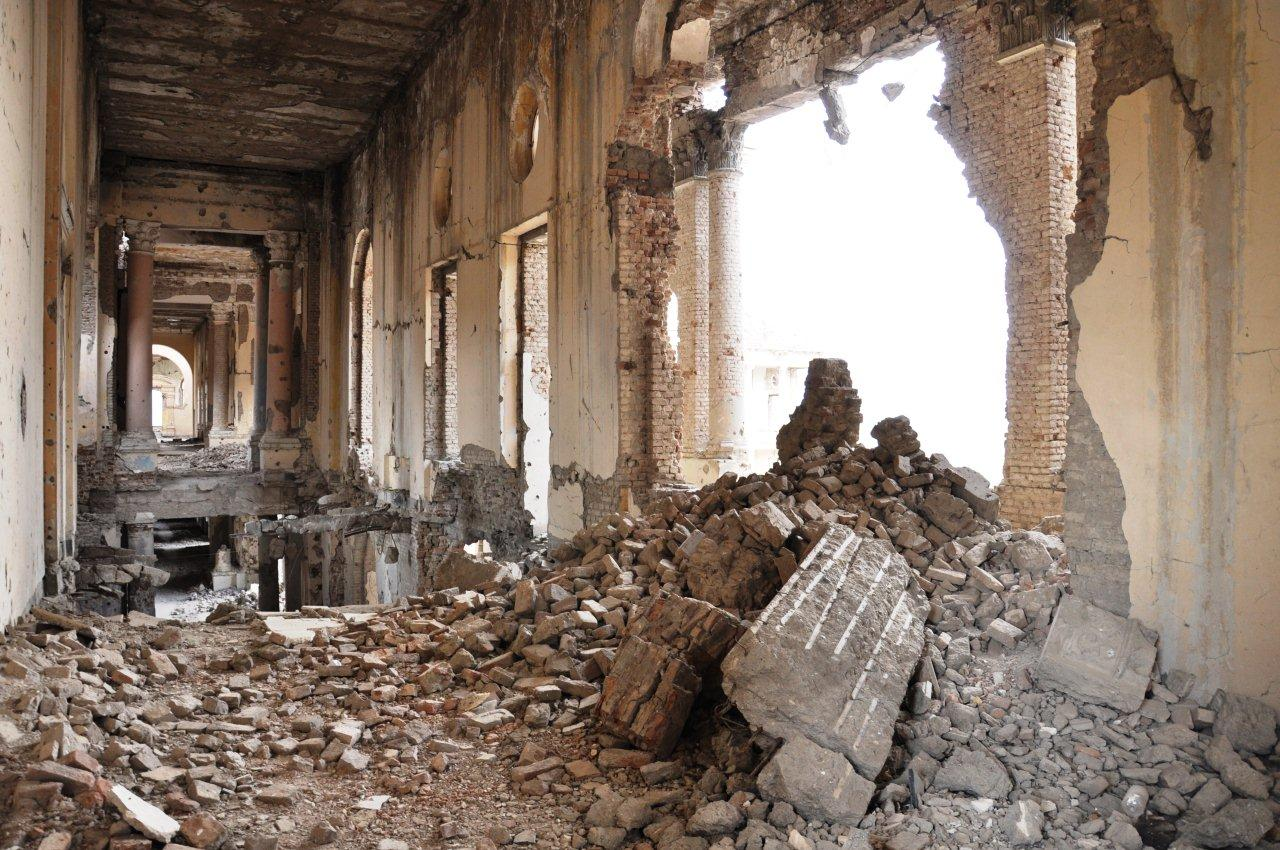
Intérieur du palais en 2010.